# Ein Gentleman in Moskau
Ein Gentleman in Moskau (Originaltitel: A Gentleman in Moscow) ist eine von Paramount und Lionsgate produzierte achtteilige Miniserie, die auf dem gleichnamigen Roman von Amor Towles basiert.
Die Ausstrahlung der Dramaserie erfolgte im Jahr 2024 über Paramount+.

## Handlung
Als Graf Alexander Rostow nach der Russischen Revolution von einem bolschewistischen Tribunal als reueloser Aristokrat eingestuft wird, wird er im Jahr 1922 zu unbegrenztem Hausarrest im Hotel Metropol, einem Luxushotel gegenüber dem Kreml, verurteilt. Rostow, ein unbezwingbarer Mann voller Gelehrsamkeit und Witz, hat noch nie in seinem Leben gearbeitet und muss nun in einem Dachzimmer leben, während sich vor den Türen des Hotels der Russische Bürgerkrieg dem Ende zuneigt. Unerwarteterweise eröffnen ihm seine eingeschränkten Umstände den Zugang zu einer viel größeren Welt emotionaler Entdeckungen.

## Besetzung und Synchronisation
Die deutschsprachige Synchronfassung entstand nach den Dialogbüchern von Katrin Kabbathas und unter der Dialogregie von Madeleine Stolze bei Cinephon Filmproduktions.

### Hauptdarsteller
| Rolle                        | Schauspieler            | Synchronsprecher          |
| ---------------------------- | ----------------------- | ------------------------- |
| Graf Alexander Ilyich Rostov | Ewan McGregor           | Philipp Moog              |
| Anna Urbanova                | Mary Elizabeth Winstead | Katharina Schwarzmaier    |
| Mikhail Mindich              | Fehinti Balogun         | Marios Gavrilis           |
| Vasily                       | Daniel Cerqueria        | Andreas Müller            |
| Emile Zhukovsky              | Björn Hlynur Haraldson  | Tim Moeseritz             |
| Osip Glebnikov               | Johnny Harris           | Uwe Büschken              |
| Marina Samarova              | Leah Harvey             | Lea Kalbhenn              |
| Leplevsky                    | John Heffernan          | Johannes Raspe            |
| Olga                         | Anastasia Hille         | Denise Gorzelanny         |
| Andrey Duras                 | Lyès Salem              | Sebastian Christoph Jacob |

### Neben- und Gastdarsteller
| Rolle               | Schauspieler   | Synchronsprecher |
| ------------------- | -------------- | ---------------- |
| Sofia / Erzählerin  | Anna Madeley   | Ann Vielhaben    |
| Director Halecki    | Rob Jarvis     | Matthias Klages  |
| Alexei Nachevko     | Jason Forbes   | Michael Gugel    |
| Richard Vanderwhile | Lucian Msamati | Tilo Schmitz     |
| Gloria              | Alexandra Moen | Madeleine Stolze |
| Abram               | Dermot Crowley | Friedhelm Ptok   |

## Der Roman
Der Protagonist des Romans ist der fiktive Graf Alexander Iljitsch Rostow, geboren am 24. Oktober 1889 in Sankt Petersburg. Er wuchs im Sommersitz „Müßiggang“ seiner Rostower Familie in Nischni Nowgorod auf. Rostows Pate war der Kavalleriekamerad seines Vaters, Großfürst Demidow. Als die Eltern des Grafen im Jahr 1900 wenige Stunden nacheinander an Cholera starben, wurde Großfürst Demidow der Vormund des Elfjährigen. Demidov riet ihm, für seine Schwester Helena stark zu sein, denn „...Unglück zeigt sich in vielen Formen, und wenn ein Mann seine Umstände nicht beherrscht, muss er zwangsläufig von ihnen beherrscht werden.“ Die Geschwister Rostow sind Aristokraten und machen mit Troika oder Schlitten gesellige Besuche auf nahegelegenen Anwesen.
Als junger Mann wurde der Graf von seiner Großmutter außer Landes geschickt, weil er zur Verteidigung seiner Schwester einen Polizisten verwundet hatte – Ereignisse, die in Rückblenden dokumentiert werden. Als der Graf nach der bolschewistischen Revolution von 1917 aus Paris nach Hause zurückkehrte, wurde er verhaftet und beginnt damit die Erzählung.

### Form
Jedes Kapitel des Buches ist nach einer chronologischen Struktur aufgebaut, die sich verdoppelt und dann halbiert. Das erste Kapitel ist der Tag nach der Verhaftung des Grafen, das zweite zwei Tage danach, und die folgenden Kapitel sind auf fünf Tage, zehn Tage, drei Wochen, sechs Wochen, drei Monate, sechs Monate, ein Jahr, zwei Jahre, vier Jahre festgelegt, acht Jahre und sechzehn Jahre nach Beginn der Erzählung. An diesem Punkt kehrt sich die Struktur um, wobei sich die Zeit zwischen den Kapiteln bis zum letzten Tag der Erzählung zunehmend halbiert.

### Inspiration und Themen des Romans
Towles’ Inspiration für den Roman war sein Aufenthalt in Luxushotels, insbesondere in einem Hotel in Genf, wo einige Gäste ihren ständigen Wohnsitz hatten. Er verband die Idee von Luxushotels mit seinem Wissen über die langjährige historische Tradition Russlands des Hausarrests. Das Metropol hatte Towles 1998 bei einem Besuch in Moskau kennengelernt. In der Phase, als er bereits angefangen hatte, den Roman zu schreiben, wohnte er eine Woche im Metropol und hatte dort Gelegenheit, die Küche und den gesamten Küchenblock, die sowohl im Buch als auch im Film als elementare Schauplätze dienen, intensiv in Augenschein zu nehmen.

### Der Prozess
Der Graf wird vor einem bolschewistischen Tribunal als „Sozialschmarotzer“ angeklagt, mit der Erwartung, dass er für schuldig befunden und erschossen wird. Er zeigt keine Reue und weigert sich beredt, ein Geständnis abzugeben. Aufgrund eines ihm zugeschriebenen Revolutionsgedichts, für das einige hochrangige Bolschewiki ihn als einen der Helden im Kampf gegen das Zarenregime betrachten, bleibt dem Grafen die Todesstrafe erspart. Stattdessen wird er in seinem jetzigen Wohnsitz, dem Hotel Metropol im Zentrum von Moskau, lebenslang unter Hausarrest gestellt.

### Das Hotel

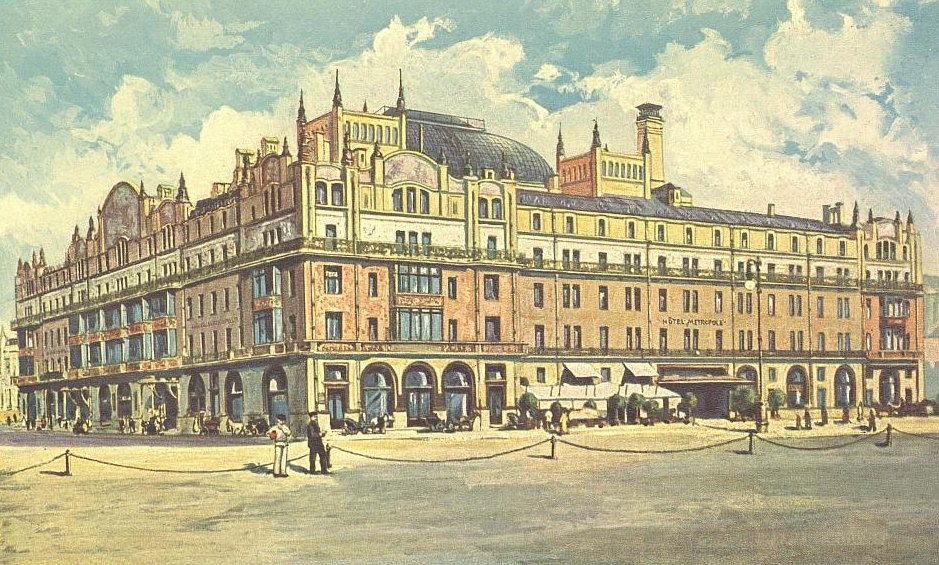
Das Hotel Metropol, um 1905

Eine Militärwache begleitet den Grafen zurück zum Hotel Metropol, wo ihm befohlen wird, seine luxuriöse Suite zu räumen und in die beengten Dienstbotenunterkünfte im sechsten Stock umzuziehen. Mit der Zeit pflegt der Graf einen geselligen Kreis aus Jugendfreunden sowie ausgewählten Bewohnern, Mitarbeitern und Kunden des Hotels und seiner Restaurants. Dazu gehören eine einäugige Katze, eine Näherin, ein russischer Koch, ein französischer Maître d’hôtel und ehemaliger Zirkusjongleur, ein Dichter, eine Schauspielerin, ein unterbeschäftigter Architekt, ein Orchesterdirigent, ein Prinz, ein ehemaliger Oberst der Roten Armee und ein Adjutant eines amerikanischen Generals.
Aufgrund seiner verschlechterten Lebensumstände und seiner eingeschränkten Freiheit hat der Graf Zeit zur Selbstreflexion. Er ist ein brillanter Gesprächspartner, der gerne über verschiedene Themen wie Evolution, Philosophie, Impressionismus, russische Schriftsteller und Poesie, Essen, postrevolutionäre russische Gesellschaft und Russlands Beiträge zur Welt spricht.
Eine frühe Bekanntschaft im Hotel ist die neunjährige Nina Kulikova, die Tochter eines verwitweten ukrainischen Bürokraten, die von Prinzessinnen fasziniert ist.

### Sofia
Im Jahr 1938 verändert eine unerwartete Ankunft die Umstände des Grafen. Nina Kulikova, inzwischen verheiratet, besucht den Grafen. Sie gibt zu, dass ihr Mann Leo verhaftet und zu fünf Jahren Zwangsarbeit im Gulag verurteilt wurde. Nina beschließt, ihrem Mann nach Sevvostlag in Kolyma zu folgen, einer abgelegenen Region der Sowjetunion, die vom Ostsibirischen Meer und dem Arktischen Ozean begrenzt wird. Sie bittet den Grafen, das vorübergehende Sorgerecht für ihre Tochter Sofia zu übernehmen, während sie Vorkehrungen dafür trifft, dass das Kind zu ihr nach Sibirien kommt, um in der Nähe ihres Vaters zu sein. Dies ist das letzte Mal, dass der Graf Nina sieht, und so wird er im Alter von 49 Jahren Sofias Ersatzvater.
Sofia ist ein ruhiges, hochintelligentes Kind. Ihr Potenzial manifestiert sich in verschiedenen Eskapaden, darunter Versteckspiele als junges Mädchen und die schnelle Navigation durch das Hotel, um ihren Pflegevater zu überraschen.
Später nimmt Sofia Klavierunterricht. Sie überrascht den Grafen, indem sie nach nur wenigen Unterrichtsstunden ein Nocturne von Chopin (Opus 9, Nr. 2, in Es-Dur) spielt. Sowohl dem Klavierlehrer als auch dem Grafen ist klar, dass Sofia ein musikalisches Wunderkind ist.

### Beobachtungen des Lebens in der Sowjetunion
Die Erfahrungen des Grafen mit den verschiedenen Kräften der Revolution, dem Sowjetstaat und ausländischen Gästen bieten Gelegenheit zum Nachdenken über verschiedene historische Momente während des Kalten Krieges. Die Ansichten des Grafen werden insbesondere durch die Erfahrung seines Freundes aus Kindertagen beeinflusst, nachdem er gebeten wurde, einen von Tschechows Briefen zu zensieren, was zusammen mit Sofias Kunstfertigkeit im Höhepunkt des Buches gipfelt.

### Essen und Trinken
Da viele Ereignisse des Buches in einem der Restaurants des Metropols stattfinden, dreht sich die Interaktion des Grafen mit anderen Charakteren oft um die Auswahl von Speisen und Getränken. Viele klassische französische und internationale Weine werden im Buch erwähnt. Besonders wichtig für die Handlung ist Châteauneuf-du-Pape.

## Produktion und Veröffentlichung
Im August 2017 wurde über die Pläne der Serienverfilmung berichtet. Im April 2018 wurde bekannt gegeben, dass Kenneth Branagh für die Hauptrolle des Grafen Rostow gecastet und Tom Harper als Regisseur geplant sei. Im August 2022 wurde Branagh durch Ewan McGregor ersetzt. Im November 2022 wurde bekannt gegeben, dass Sam Miller, ein erfahrener und mehrmals für einen Primetime Emmy Award nominierter britischer Serienregisseur, bei dem Projekt Regie führen und als ausführender Produzent fungieren würde, zusammen mit Ben Vanstone als Autor, ausführender Produzent und Showrunner. Nessah Muthy, eine mehrfach ausgezeichnete TV- und Theaterautorin, war Co-Autorin der Miniserie.
Die Dreharbeiten in Großbritannien begannen Ende Februar 2023 auf dem Victoria Square vor der Town Hall in Bolton, Greater Manchester. Das Rathaus (Town Hall) von Liverpool wurde im Juni 2023 als Drehort genutzt. Die Dreharbeiten fanden im Mai 2023 auch in Halifax, West Yorkshire und Leeds statt, bevor sie im Juli aufgrund des SAG-AFTRA-Streiks 2023 vorübergehend ausgesetzt wurden.

## Kritik
Ewan McGregor transportiere den nahezu stoischen Optimismus seiner Figur auf eine wunderbar bittersüße Art und Weise, schreibt Viola Wilke im Spiegel. „So dramatisch die Situation von Graf Alexander Rostov auch ist, die emotionale Fülle, die er sich in seiner begrenzten Lebenssituation im Hotel aufbaut, ist erstaunlich und beeindruckend inszeniert.“
„«Ein Gentleman In Moskau» fasziniert mit viel Atmosphäre, prunkvollen Kulissen und nostalgischen Kostümen“, so Der Stern, und weiter: „Das Hotel Metropol fungiert als spannende Fantasiewelt, die sich als eine Mischung aus «Phantastische Tierwesen» und Wes Andersons «Grand Budapest Hotel» beschreiben lässt“.
Robert Lloyd von der Los Angeles Times schreibt zu dem Film: „Die Serie gibt das Buch nicht perfekt wieder. Manche Rollen werden vergrößert, andere verändert, offensichtlich dramatischer und relativ ausgearbeitet wird die Vorgeschichte erzählt; manche Szenen gehen verloren, andere werden hinzugefügt, lange Exkurse über die russische Mentalität, Kultur und Geschichte [...] werden ausgelassen. Aber die Reise ist die selbe, und die weitgehend gedämpfte, phantastische, fast märchenhafte Atmosphäre paßt genau zu der des Romans.“
Bei Rotten Tomatoes erreichte die Serie eine Positivquote von 91 % auf der Grundlage von 35 Filmkritiken.